# Le Lac d'Ailette
Le Lac d'Ailette is een vakantiepark in het Franse departement Aisne in de regio Hauts-de-France. Het domein is in handen van de keten Center Parcs en werd geopend op 22 september 2007 als derde park van Center Parcs in Frankrijk, na Les Bois-Francs en Les Hauts de Bruyères. Het ligt in het oosten van de gemeente Chamouille, met een deel van de cottages in de aangrenzende gemeente Neuville-sur-Ailette. Het vakantiepark ligt aan de oostelijke oever van het 140 hectare grote kunstmatig aangelegd meer Plan d'Eau de l'Ailette, gevoed door de rivier de Ailette.
Het was reeds in 1984 dat op de rivierbedding van de Ailette een dam werd gebouwd waardoor een kunstmatig waterreservoir tot stand kwam, gevolgd door de ontwikkeling van een toeristisch gebied met golfterrein en hotel ten zuiden en westen van het meer en het vakantiepark met haven en zandstrand.
De aanleg en bouw van het park zelf was een project van 270 miljoen euro, waaraan met 1.500 personen werd gewerkt. Het werd beschouwd als het grootste toeristisch bouwproject sinds het Euro Disney Resort. De bouwheer kreeg 32 miljoen subsidies van diverse overheden, verdeeld over de Europese Unie, de Franse staat, de regio (toen nog Picardie) en het department Aisne. Het project biedt sindsdien werkgelegenheid aan 650 werknemers.
Het park met een oppervlakte van 84 hectare ligt in een bosrijk gebied en heeft 814 vakantiecottages. In de winter van 2018 tot 8 februari 2019 werd het gerenoveerd. Ook in de lente van 2020 werd het park gedurende vijf maanden gesloten voor een grootschalige renovatie en vernieuwing van de faciliteiten in het park.